# Adolph Tidemand

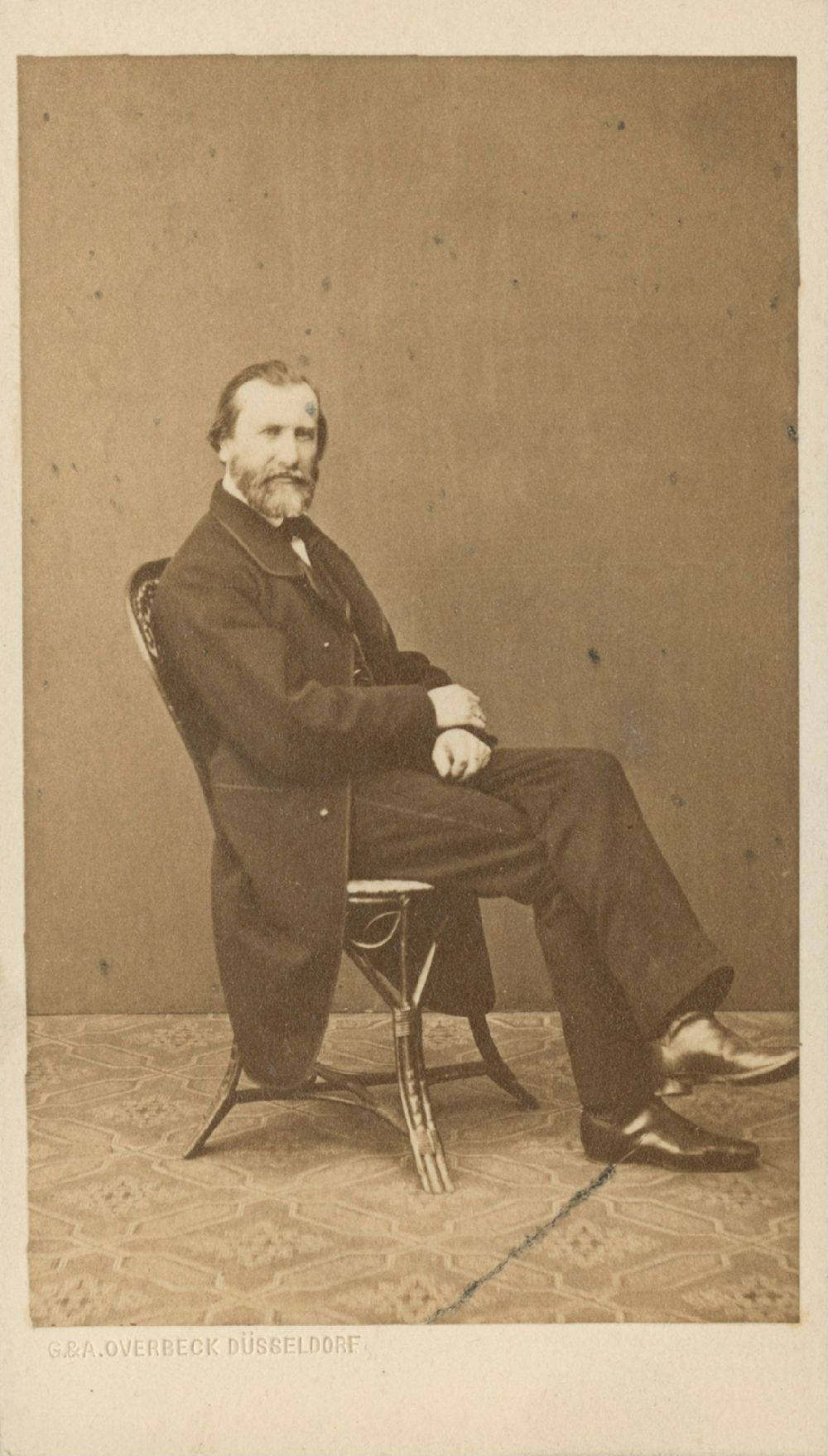
Adolph Tidemand de G. & A. Overbeck (empresa), c. 1868

Adolph Tidemand   (Mandal, 14 d'agost de 1814 - Christiania, 25 d'agost de 1876) va ser un destacat pintor de nacionalisme romàntic noruec. Entre els seus quadres més coneguts es troben Haugianerne (Els haugeans; 1852) i Brudeferd i Hardanger (La processó nupcial a Hardanger; 1848), pintades en col·laboració amb Hans Gude.

## Biografia
Adolph Tidemand va néixer a Mandal, Noruega com a fill de l'inspector de duanes i representant de Storting Christen Tidemand (1779–1838) i de Johanne Henriette Henrikke Haste (1779–1859). Va rebre classes privades d'art a la seva ciutat natal i aviat es va reconèixer el seu talent. Després es va matricular en una escola d'art a Christiania, i es va traslladar a Copenhaguen durant el període 1832–1837. En arribar a Copenhaguen, va ser rebutjat per la Reial Acadèmia de Belles Arts de Dinamarca i va estudiar en una escola privada d'art, però el 1833 va ser alumne de l'Acadèmia, i va obtenir exposicions de l'Acadèmia el 1835 i el 1836. Va estudiar allà durant cinc anys i després va començar un viatge a Itàlia per estudiar més. Però quan Tidemand va arribar a Düsseldorf, Alemanya, li va agradar tant que s'hi va establir.
Des del 1837 fins al 1841 va continuar els seus estudis a l'acadèmia d'art de Düsseldorf, que en aquell moment va gaudir d'un ampli reconeixement internacional. Va estudiar amb i va ser influenciat pel seu mestre, Theodor Hildebrandt. Aquí va preparar el conegut Hjemvendte fiskere ved den sjællandske kyst (1838). El quadre Gustav Vasa taler til dalalmuen i Mora kirke (1841) va ser venut a un museu alemany, però més tard va ser retornat a Christiania. Està associat a l'escola de pintura de Düsseldorf.
A la tardor de 1841 va estudiar a Itàlia juntament amb el seu germà Emil. Queden poques de les seves obres d'aquest període, excepte el quadre Napolitansk fisker (1842). Tidemand estava preocupat per la història noruega, sobretot després de tornar de viatge a Noruega. Durant un viatge el 1843 a Hardanger, va conèixer a Hans Gude, de 18 anys. Això va donar lloc a una estreta amistat i, finalment, van col·laborar en diverses pintures de paisatges en les quals Tidemand va pintar les figures.

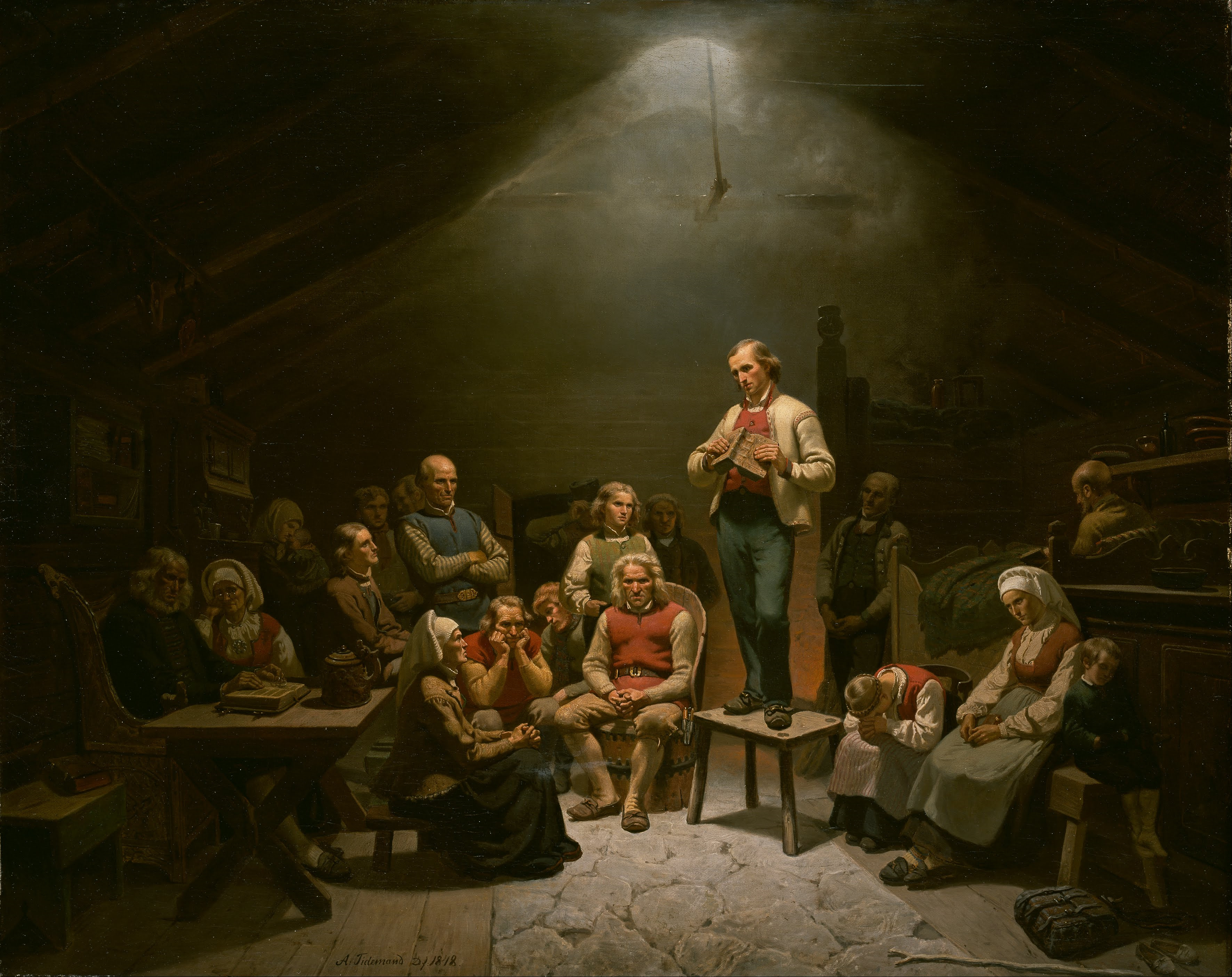
Haugianerne Low Church Devotion (The Haugeans. 1852)

Entre 1842 i 1845 va viatjar molt a Noruega (a Østerdalen, Gudbrandsdalen, Sogn, Hardanger i Telemark). D'aquest període sobreviuen més de les seves obres, com Eventyrfortellersken (1844), Søndagskveld i en hardangersk røkstue (1843) i Gudstjeneste i en norsk landsens kirke (1845). En els seus darrers viatges al sud de Noruega, l'últim el 1875, Tidemand va estudiar vestits populars, estris domèstics i construcció i es va familiaritzar amb les tradicions orals, els contes populars i les llegendes. La seva versió de la rusticitat va resultar molt popular i el 1848 va rebre l'encàrrec d'Oscar I, rei de Suècia i Noruega, de pintar una sèrie de vida camperola noruega per al palau reial d'Oscarshall, prop de Christiania.
Avui Adolph Tidemand és més conegut per aquesta representació de la granja i la cultura noruegues i es compta entre els primers pintors històrics noruecs. A les pintures de Tidemand de l'antiga cultura agrícola noruega, va retratar el camperol amb una nova dignitat, humana i cultural. Només el Museu Nacional d'Art, Arquitectura i Disseny (Nasjonalgalleriet) d'Oslo posseeix més de 100 de les seves obres.

## Vida personal
Es va casar el 1845 amb la seva estimada de la infància, Claudine Marie Bergitte Jæger (1817–1887). La parella es va establir a Düsseldorf el 1845. El seu únic fill, un fill, Adolph, va morir el 1874 als 28 anys d'edat.
Tidemand va rebre l'Reial Orde Noruec de Sant Olaf (Den Kongelige Norske St. Olavs Orden) el 1849, la Legió d'Honor francesa (Legion d'honneur) el 1855 i l'Orde de l'Estrella Polar (Nordstjärneorden) el 1866.

## Obres més conegudes

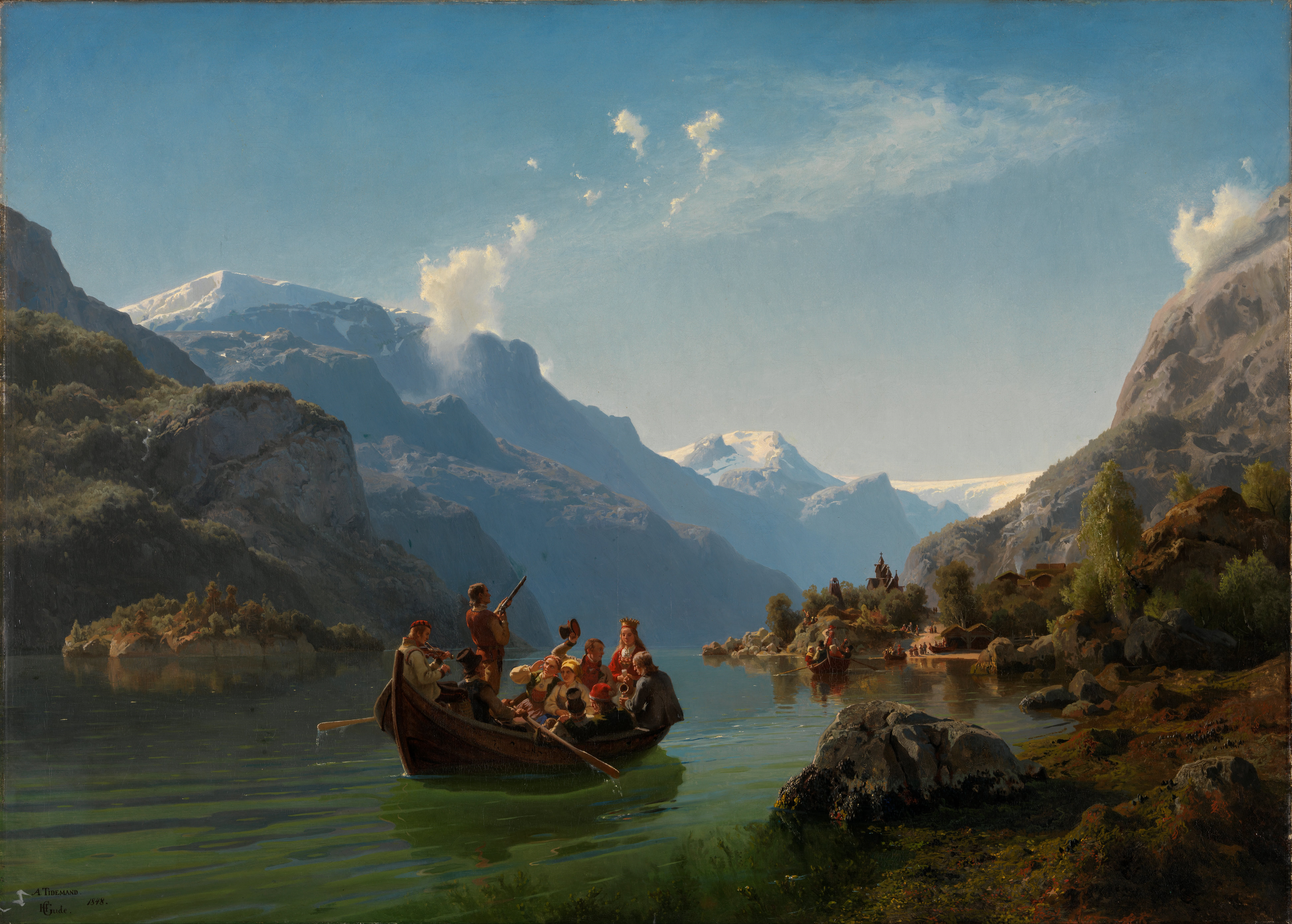
Brudeferden i Hardanger (Festa nupcial, amb Hans Gude. 1848)

- 1838 – Hjemvendte fiskere ved den sjællandske kyst
- 1841 – Gustav Vasa taler til dalkarlene i Mora kirke
- 1843 – Søndagskveld i en hardangersk røkstue
- 1844 – Eventyrfortellersken
- 1845 – Søndagskveld i en røykstue i Hardanger
- 1846 – Norsk juleskikk
- 1848 – Brudeferden i Hardanger (pintat juntament amb Hans Gude)
- 1848 – Signe Halvorsdatter Valle i Sætersdalen
- 1848 – Haugianerne (pintada de nou el 1852)
- 1849 – De ensomme gamle (També conegut com a Husandakt)
- 1849 – Ingeborg Andersdatter Gulsvik, Flå, som brud
- 1851 – Aften på Krøderen (pintat juntament amb Hans Gude)
- 1852 – sèrie Bondeliv i Oscarshall
- 1852 – Haugianerne
- 1853 – Likferd på Sognefjorden (pintat juntament amb Hans Gude)
- 1854 – Den foreldreløse
- 1859 – Fiskere i havsnød (pintat juntament amb Hans Gude)
- 1865 – Bestemors brudekrone
- 1865 – Fanatikerne
- 1874 – Syneve
- 1874 – Nød

## Galeria

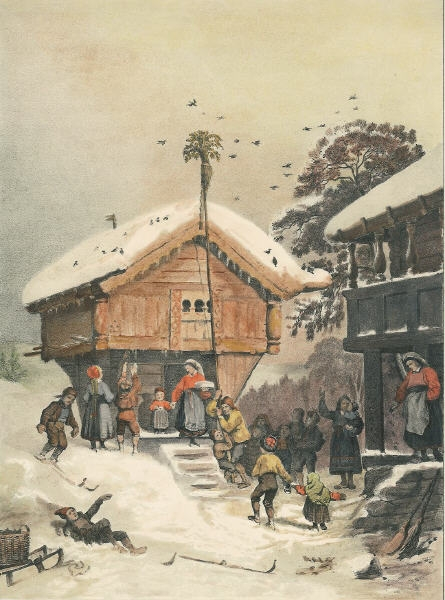
Norsk juleskik (Costums nadalencs noruecs. 1846)
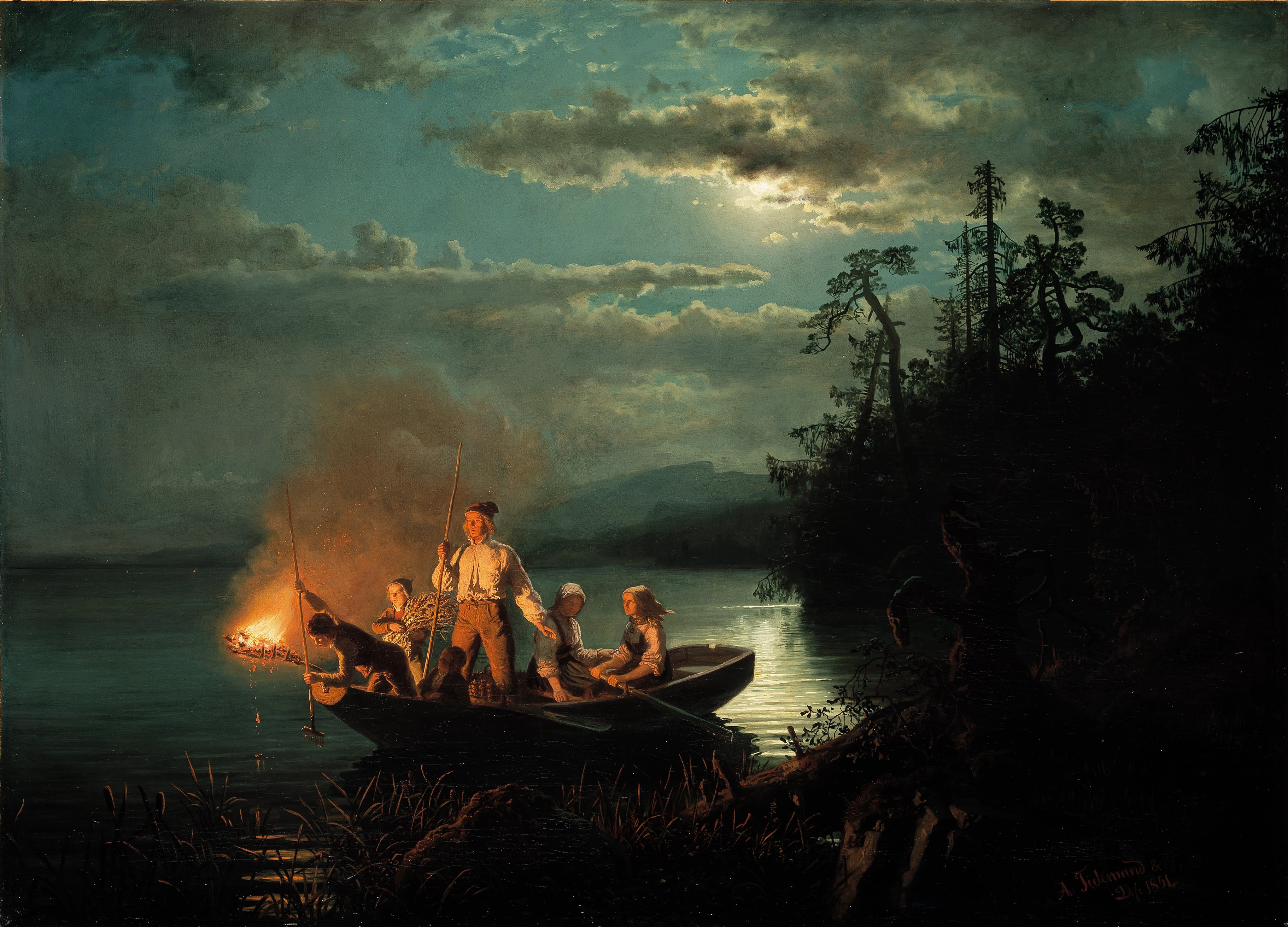
Lystringen, Hans Gude and Adolph Tidemand (Pesca amb arpó. 1851)
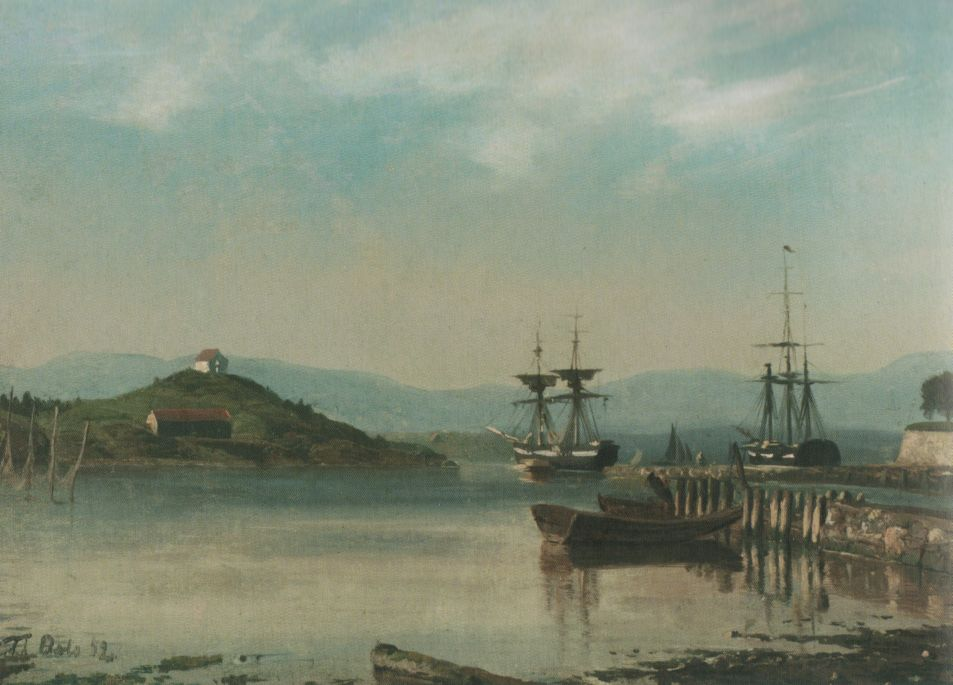
Parti fra Oslo Strandgate (Vista des d'un carrer de la platja d'Oslo. 1852)
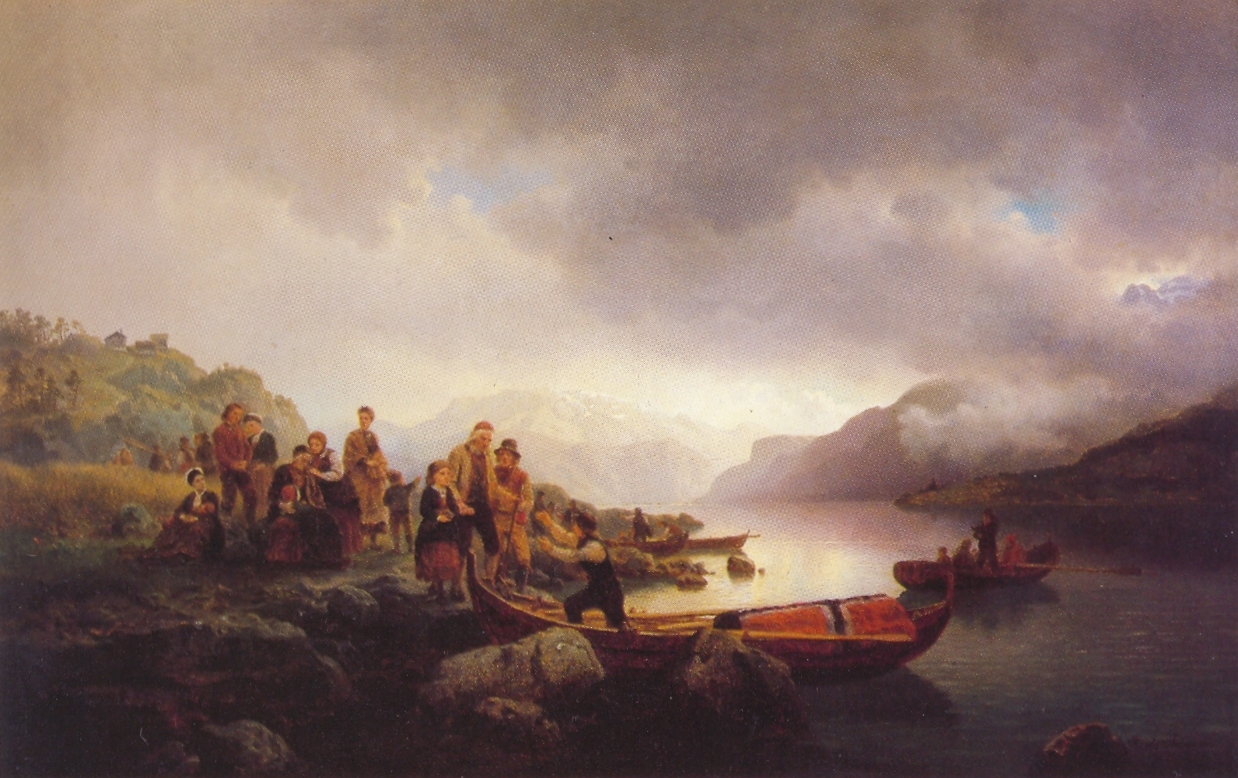
Likferd Pa Sognefjorden (Enterrament a Sognefjord, amb Hans Gude. 1853)
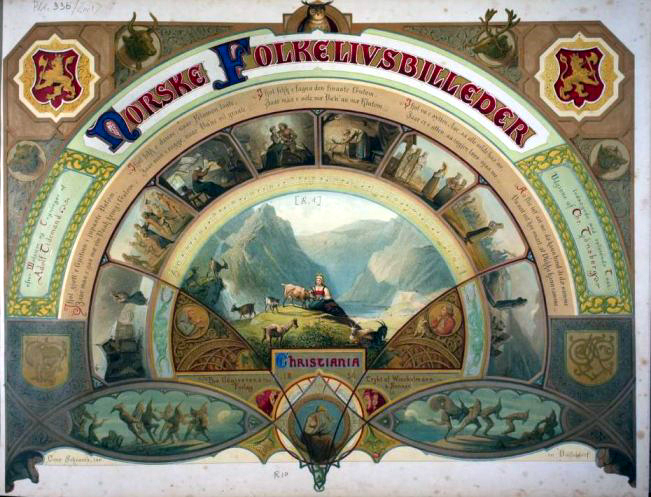
Norske Folkelivsbilleder (imatges populars noruegues. 1854)
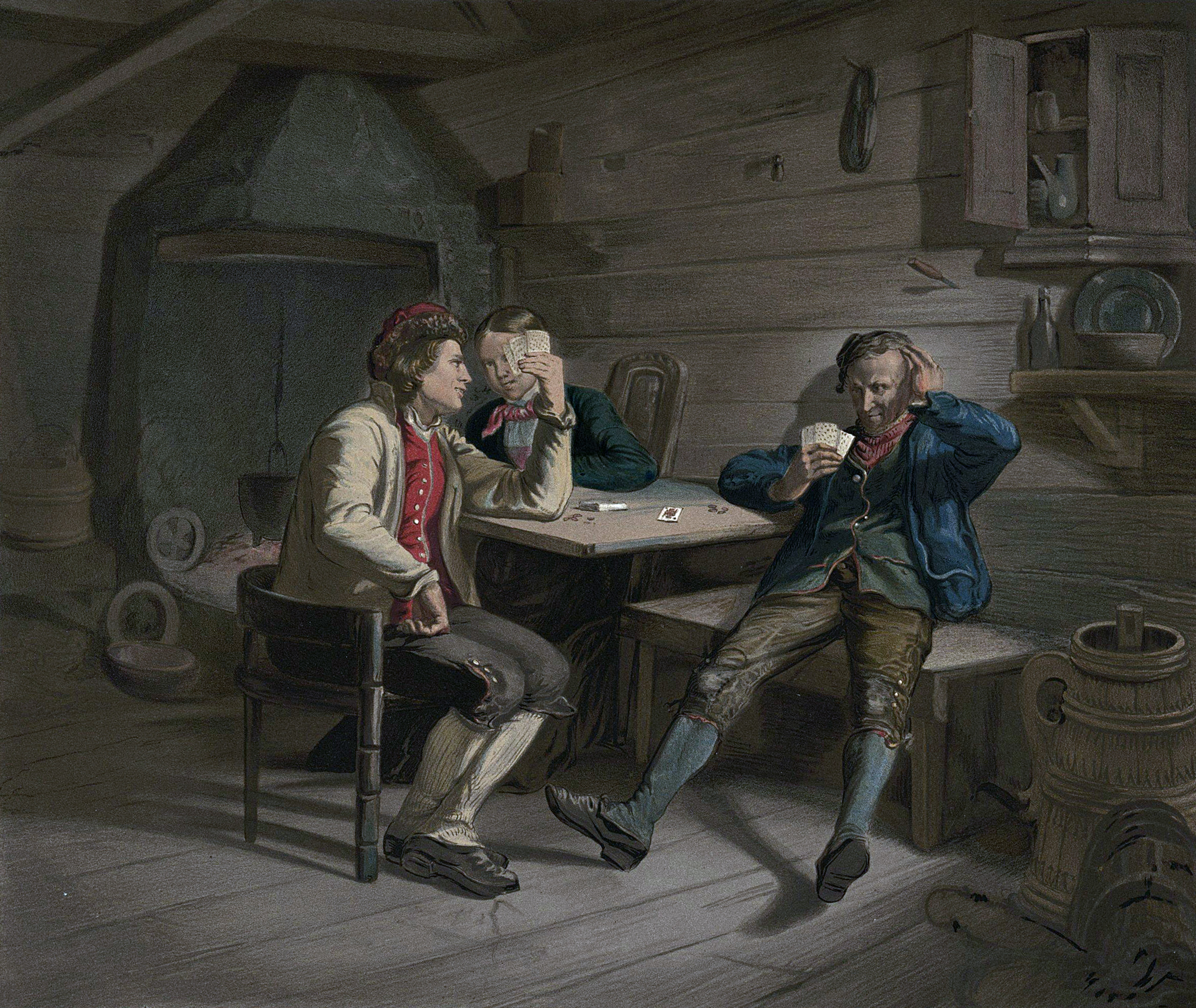
El jugador de cartes, abans de 1858
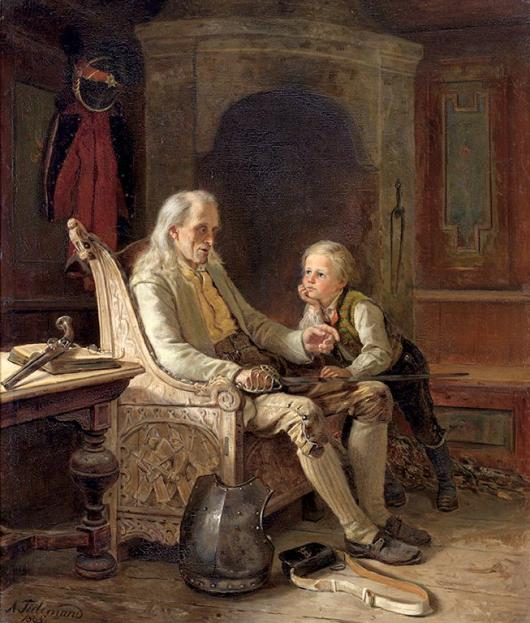
Bestefaderens Erindringer (Memòries de l'avi. 1865)
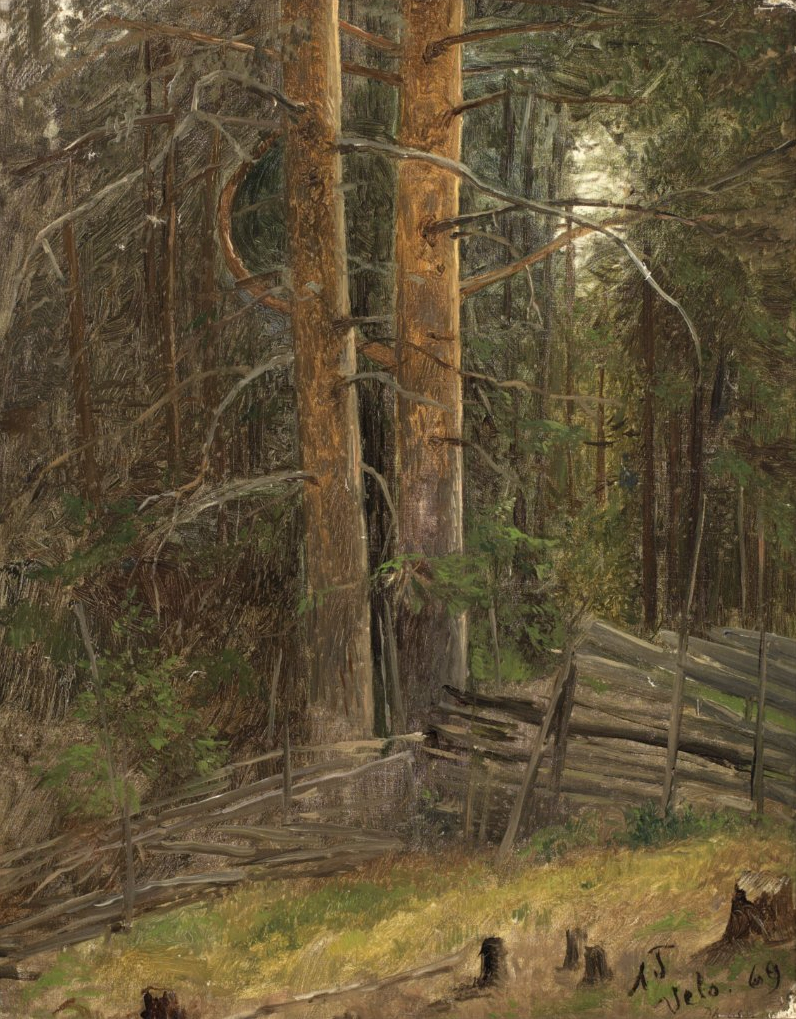
Skovinteriör (Interior del bosc. 1869)
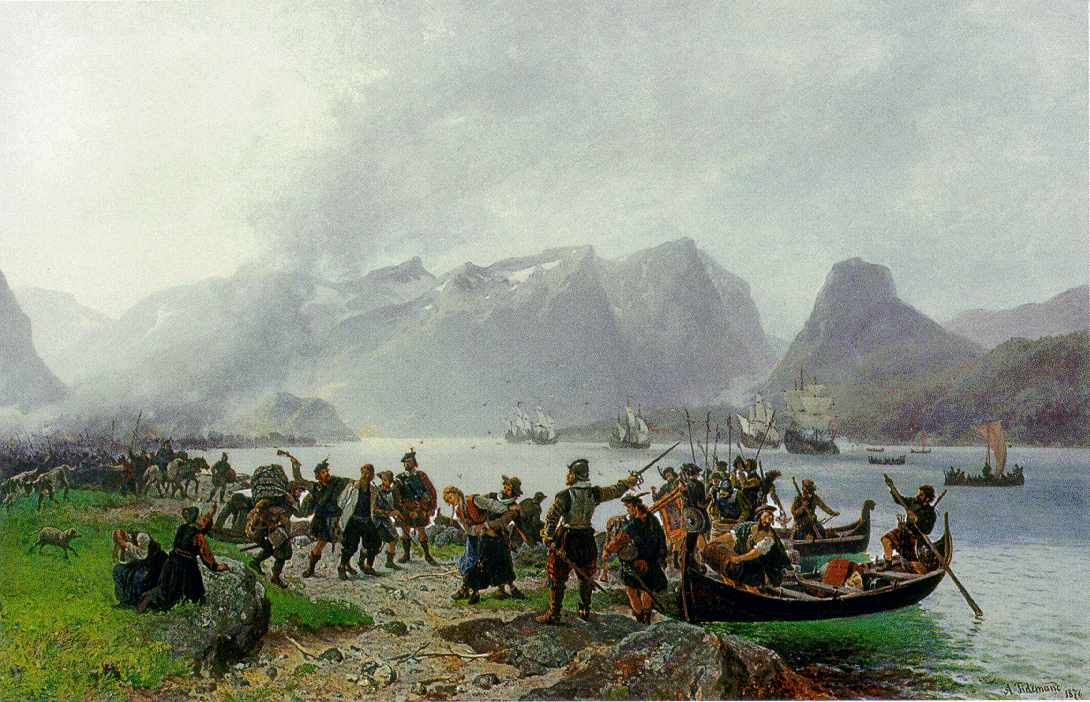
Desembarcament de Sinclair . 1851)